# 木姐
木姐在緬甸東北邊境，屬撣邦轄下其西北部木姐縣的縣治，木姐是掸语（傣语）地名音譯，原意为“繁华热闹的城镇”。木姐和中国云南瑞丽的姐告毗邻，是中缅边境國家級贸易口岸並在近年發展成緬甸對外貿易額最高的邊境貿易城鎮。2014年，木姐人口總數117,507人。
木姐地居要衝，是中國西南門戶境外的一關鍵節點。中國經此通過陸路、鐵路、管線與印度洋連接。

## 地理
木姐位於伊洛瓦底江上游的瑞麗江東岸，與中國雲南的瑞麗市隔江連接，與中國跨江的領土姐告接壤毗鄰。

### 交通

#### 陸路交通
木姐為滇緬公路及舊中印公路（史迪威公路）的交會城，是中國、印度、緬甸三國貨物的集散處，可連接緬甸臘戍或轉中印公路到緬北大城密支那及印度雷多，為中南半島到印度及西亞重要的公路匯集地，是泛亞公路的連接點之一，也是中緬通訊光纜、中緬油氣管道、泛亞鐵路西線的樞紐地。按瑞麗邊防檢查站統計，瑞麗－木姐是中緬最大陸路口岸，2016年1月1日至12月20日17時間旅客總流量突破1500萬人次。
2018年9月，緬甸同意中國中鐵對瑞麗－曼德勒鐵路的木姐－曼德勒段進行可研工作。以降低運輸成本，提升貿易合作為目標的該段木姐－曼德勒段鐵路，預計全長431公里，設計時速160公里。

#### 航空運輸
2017年，因應緬甸遊客增長、地面交通基礎較差、鄰近機場擴建條件受限，緬甸民航局策劃於木姐12公里外建設4E級機場，以BOT模式公開招標。

## 人口
1900年木姐有200多戶人家，1,000餘人。1968年1,000餘戶，5,000多人。1991年有2,500多戶，17,000餘口。按2014年緬甸人口普查，木姐有22,214戶，117,507人，每戶平均4.6人，性別比例107.8。
| 2014          | 戶數   | 人口    | 性別   | 性別   |
| 2014          | 戶數   | 人口    | 男     | 女     |
| ------------- | ------ | ------- | ------ | ------ |
| 概況          | 22,214 | 117,507 | 60,946 | 56,561 |
| 年齡分佈      |        |         |        |        |
| 0-14          | 不適用 | 30,457  | 不適用 | 不適用 |
| 15-64         | 不適用 | 83,151  | 不適用 | 不適用 |
| 65+           | 不適用 | 3,899   | 不適用 | 不適用 |
| 10-17         | 不適用 | 17,308  | 不適用 | 不適用 |
| 18+           | 不適用 | 80,496  | 不適用 | 不適用 |
| 識字率（15+） |        |         |        |        |
| 識字          | 不適用 | 81.1%   | 84.0%  | 78.5%  |

該地以傣族或撣族居多，1940年代才開始出現華人社會，主要是受到中國政局變化影響，憂慮受中共迫害而外逃。當時部分華人選擇留在木姐的原因是因為此處緊鄰中國，方便隨時回國。2006年時，估計木姐市區約有1.5萬名華人。

## 歷史
木姐毗鄰的瑞麗在歷史上是德宏傣族的發祥地，東周顯王五年（前364年），當地可能曾有一「勐卯國」政權。東漢永平十二年（69年）漢朝在哀牢設永昌郡開始，納入中國中央王朝統治範圍。長期屬名義統治，後來的隋、唐、宋代都無法有效統治雲南地區。元代1253年滅大理國，1274年建雲南省後，中國開始強化雲南地區的經營。其中木姐所在的勐卯地區並不服從中國中央王朝統治，元、明兩代幾次出征大多失敗。1300年時，撣王曾將那散（今木姐）辟為集市。明代在正統年間四次出征麓川之役勉強控制該地後，明萬曆二十四年（1594年）開始，中國筑關屯田，此後明清兩代開始實際治理當地。到1897年以前，屬中國勐卯府或麓川路(今瑞丽及其周围地区 )的一部分。
1897年，中英簽訂《中英續議緬甸條約附款》中，英國「永租」含木姐在內的領土，並將木姐置英屬緬甸木邦下管轄。換約後存在英國私繪「司格德線」等邊界線爭議。1941年，因班洪事件，中英一度針對滇緬南段界務達成協議正式換文，但未及樹立界樁，1942年日本即佔領緬甸全境。1961年中緬才解決滇緬界務問題，按《中華人民共和國和緬甸聯邦邊界條約》，廢除含木姐的勐卯三角地（南坎）的永租關係。兩國互換部分領土，其中木姐劃歸緬甸。

### 戰時興盛和戰後衰落

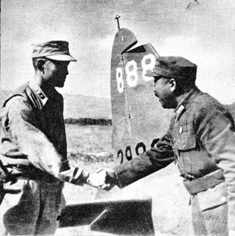
「芒友會師」的一幕：1945年1月中國遠征軍司令長官衛立煌（右）與中國駐印軍新一軍軍長孫立人握手。

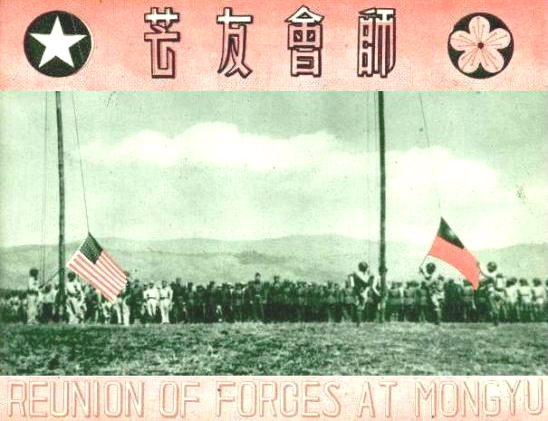
芒友會師

1945年1月27日，中国远征军新38师攻克缅北小镇一零五码（缅语：芒友，Mongyu），与从国内出击的中国远征军会师，标志着打通中印公路的作战取得了全面的胜利。1月28日，为庆祝这一重大胜利，中国远征军、中国驻印军与盟军在畹町举行隆重的会师典礼。
由於坐落在援華的戰時物資運輸線上，木姐受益於邊境貿易而一度繁榮。二戰結束後，1960年代起成為緬甸政府和少數民族武裝組織持續衝突的地區，加上緬甸政府不欲外匯外流，推行緬甸式社會主義的尼溫軍政權因封閉排外又在1962年至1988年8月間禁止跨境貿易，當地對外貿易的發展受到限制，使得木姐僅成為木材和翡翠的小型集散地。

### 2000年代後期轉變
緬甸與中國在1971年簽署雙邊貿易總協定，1988年8月簽署邊貿合作意向，1994年8月正式簽署邊貿合作意向書。2000年4月24日起，中國以姐告為面向東南亞、南亞門戶，實行「境內關外」政策，將海關後撤10多公里，緬甸方隨後跟進後撤海關，設一零五碼邊境檢查站，在木姐區週圍辟出300平方公里的自由貿易區，使得木姐一躍為最大邊貿口岸。日益走向繁榮的同時，當地原有的邊境問題形勢日益嚴峻，並帶來新的社會隱患。

#### 貿易發展
2000年代後期，隨著緬甸軍政府轉變政策，轉而重視對華展開邊境貿易，木姐成為中國消費產品和建材湧入緬甸的中轉站。緬甸對外的邊境貿易總額，其中7-8成在木姐進行。2007-2008年度經由木姐進行的貿易總額9.77億美元是前一年4.82億美元的2倍。2015年經由木姐的貿易總額為54億美元，是2010年時的4倍。
2012年當地興起緬甸人創始的緬甸建築公司「Great Hor Kham」，2016年3月時成為仰光證券交易所（YSX）首批候選上市的六家企業之一。
北京汽車集團於2013年藉助當地廉價勞動力，在中國境內的瑞麗開始建設年產15萬輛的汽車廠，以此地為向東南亞出口汽車的基地，使得木姐可能在商業貿易外，也成為汽車零件的集散地。中國石油天然氣集團（CNPC）2015年起建設自緬甸西部皎漂港至中國內地的油氣運輸管，木姐將成為重要的轉運中心；該管將從印度洋運送相當中國石油進口量十分之一的中東原油。
2016年8月時，藉緬甸商務部得知每日經過木姐邊貿口岸的貨車約千輛，其中緬產白糖為最大宗，每日約12萬袋，截至8月對中國出口總額7.4億美元。2015-2016年的財政年度，木姐邊貿口岸的貿易總額突破50億美元。緬甸主要通過木姐向中國出口農產品，自中國進口化肥、農藥、摩托車、電器等商品。日益蓬勃的中緬陸路貿易使得木姐—臘戍—曼德勒公路日常發生交通阻塞，各種阻塞原因中，75%為車輛問題，尤其貨車又以22輪車居多。緬甸當局計劃5年內將道路拓寬48英尺，提升為4車道的公路，同樣屬48英尺4車道規格銜接該公路的仰光—勃固—曼德勒公路將趕在2018年上半年完成。
2016年下半年起，緬甸方面注意到木姐邊貿口岸貿易中，貿易總額有持續下跌的趨勢。據信與走私貿易猖獗有關。該區2016財政年度的貿易總額同比下滑，除受2016年末的邊境戰事影響外，運輸通道擁堵是另一層原因。
中緬雙方正在考慮擴大過往的貿易區模式，提出「中緬瑞麗—木姐跨境經濟合作區」方案，兩方各出100平方公里，提升為出口加工裝配、進口資源加工、倉儲物流、金融和旅遊等綜合型的跨境經濟合作區。2017年5月，中方雲南省德宏傣族景頗族自治州政府出資1000萬人民幣改善木姐查驗貨場的硬體設施，年內提升中緬邊境地區進出口通關速度及服務質量。
缅甸本身虽然产糖，然而中国作为世界头号白糖消费国，境内糖价较高，2014年起云南境内糖厂设备和技术升级，带动价格上升，同时缅甸2015年洪涝歉收，该国为了保住出口额和关税收入，允许自印度、泰国等地进口白糖对中国出口，结果大量的白糖自印度进口至缅甸境内，然后再经过转口贸易销售中国。进口白糖的转口贸易影响缅甸境内蔗糖生产商，引起业界不满。缅甸产的蔗糖积压量超过年产量，2017年9月，缅甸暂停转口贸易，同时云南方面也严厉查缉走私的缅甸出口白糖，乃对2017年时每日对中国出口蔗糖超过5000吨的木姐造成影响。按緬甸官方統計，2017年木姐對雲南省之蔗糖轉口貿易的年出口總量為200萬噸，但中國官方進出口數據中，來自緬甸的蔗糖年進口量不到5000噸，走私異常猖獗。
2017年4月至10月间，木姐口岸的同比出口贸易额急跌，为中缅边境贸易下滑主因。除持续受交通运输拥塞、走私贸易和走私查缉影响外，持续大雨也影响西瓜的成色和收成，另外中国四月起减少向缅甸进口白糖，10月起停止进口粮食也打击出口贸易，同时因中国针对来自缅甸的非法活动，冻结100多个银行账户共4000亿缅币资金的举措，也使得出口贸易大受影响。不過在2017年4月至2018年1月間，通過木姐對華的玉石出口量卻有顯著增長。
2017-2018年的財政年度，木姐口岸貿易額為58.2882億美元，在緬甸對華口岸中貿易額最高，10倍於居次的清水河口岸總額。2018-2019財政年度，緬甸邊貿總額增加，該口岸貿易總額卻相對上財年下挫約13億美元，同期緬泰的梯客口岸同比增加23億美元。

#### 邊境問題
由於歷史和地形因素使得該地的中緬邊界犬牙交錯，尤其姐告越過瑞麗江與木姐接壤，兩市區的緊密相連更使得當地人的國境線概念變得模糊，陸地到河流的越境口岸之多，使得越境者視國境線如無物。這種現象與日益開放的國際貿易交往和物資、人員流動加上腐敗衍生或加劇了當地的一些社會現象和問題，如有規模的走私活動、猖獗的槍支和毒品販賣、公開賣淫和潛在的人口販賣問題。據經濟學人報導，中國警方2013年查獲的境內冰毒有超過一半的供應源來自緬甸而且都在雲南起獲。賣淫活動結合當地的人員流動也帶來了艾滋病傳播的隱患。中國公民越境參與賭博活動，出現多起賭資糾紛或捲入騙局的案件。
中華人民共和國自2005年起著手處理艾滋病的跨境防治，與越南、寮國、緬甸合作聯合應對，啟動「瀾滄江－湄公河跨境艾滋病聯防聯控項目」。2018年，因該項目成績突出，納入瀾湄合作。
據法新社報導，按中緬協議，兩國邊境不部署軍隊，因此緬方通過十個地方武裝組織代理制衡少數民族武裝組織。雙方武裝組織間接導致氾濫的毒品貿易和賣淫活動。木姐地區當前最大的民兵組織為潘塞。

#### 捲入武裝衝突
2016年11月22日中午起，木姐地區的銀行、商店因為自該月20日凌晨起緬甸撣邦北部緬北聯合陣線的一系列武裝衝突亦波及市區而無限期停業。緬甸政府在該地設立臨時收容所，超過3000名難民湧入。中國作為緬甸進出口方面的最大貿易夥伴國，木姐又是集中兩國絕大部分邊境貿易的關鍵要衝，同時也是中國內陸地區輸入印度洋方面的石油和天然氣的運輸管道必經之節，已預期動蕩的局面將影響緬甸的經濟發展。衝突爆發後，經由木姐口岸和木姐105碼貿易區的經貿活動一度中斷。11月25日起，隨著局勢趨穩，學校、銀行、部分政府部門恢復運營。衝突期間，炸橋斷路使得中緬邊境貿易一度停擺，中國西南地區的季節性進口緬產蔬果如西瓜的價格一度暴漲。此後緬北局勢連年不穩定，木姐偶爾會遭遇零星的武裝衝突。

## 體育賽事
2017年12月31日，與瑞麗共同舉辦橫跨邊境的「中緬瑞麗－木姐國際馬拉松賽」。賽事分全程馬拉松、半程馬拉松、8公里跑和2公里親子跑。參賽者7000餘名，來自19國。
2018年10月4日，共同舉辦跨境的山地自行車越野挑戰賽。賽程全長50公里，緬甸段16公里，約500名參賽選手自姐告出境，進入木姐。